# Botnet Mariposa
Mariposa, qui signifie papillon en espagnol, est un des plus imposants botnets mis au jour en début d'année 2010. Selon les enquêteurs, 13 millions de machines zombies seraient infectées et donc contrôlées à des fins malveillantes. 
Ce botnet se serait mis en place grâce à l'utilisation de Conficker et se serait principalement répandu via MSN, ainsi que via les réseaux P2P. La localisation des machines infectées serait quasiment mondiale, puisque 190 pays seraient touchés. Ce réseau a été identifié en mai 2009 par la société canadienne Defense  Intelligence, et un groupe de travail nommé Mariposa Working Group s'est constitué fin décembre 2009 pour tenter de le démanteler.
En juillet 2010, le FBI annonce avoir arrêté, en collaboration avec les autorités slovènes et espagnoles, un Slovène de 23 ans nommé Iserdo et suspecté d'être le créateur du botnet.